# Niedernhausener Tunnel
Der Niedernhausener Tunnel ist ein 2.765 m langer Eisenbahntunnel der Schnellfahrstrecke Köln–Rhein/Main. Er verläuft auf dem Gebiet der hessischen Gemeinde Niedernhausen und trägt daher seinen Namen.

## Verlauf
Im Tunnel unterfährt die Strecke den Daisbach, die Landesstraße L 3273, die Bundesautobahn 3 und den Taunuskamm unter dem Zieglerkopf.
Dem Nordportal, bei Streckenkilometer 138,0 ist ein Trog vorgelagert. Die Gradiente fällt zum Südportal hin zunächst ab und steigt später wieder an. Die Trasse verläuft nach Süden zunächst in einer Gerade, die in eine Linkskurve und schließlich wieder in eine Gerade übergeht. Das Südportal liegt beim Streckenkilometer 140,8. Südlich folgt die 484 m lange Theißtalbrücke.
Bei 50° 10′ 17,5″ N, 8° 17′ 6,1″ O und 50° 10′ 37,1″ N, 8° 16′ 37,7″ O führen Notausgänge aus dem Tunnel an die Oberfläche.
Im nördlichen Tunnelabschnitt liegen die Vorsignale der Überleitstelle Idstein, die sich nördlich an den Tunnel anschließt.

## Geschichte

### Planung

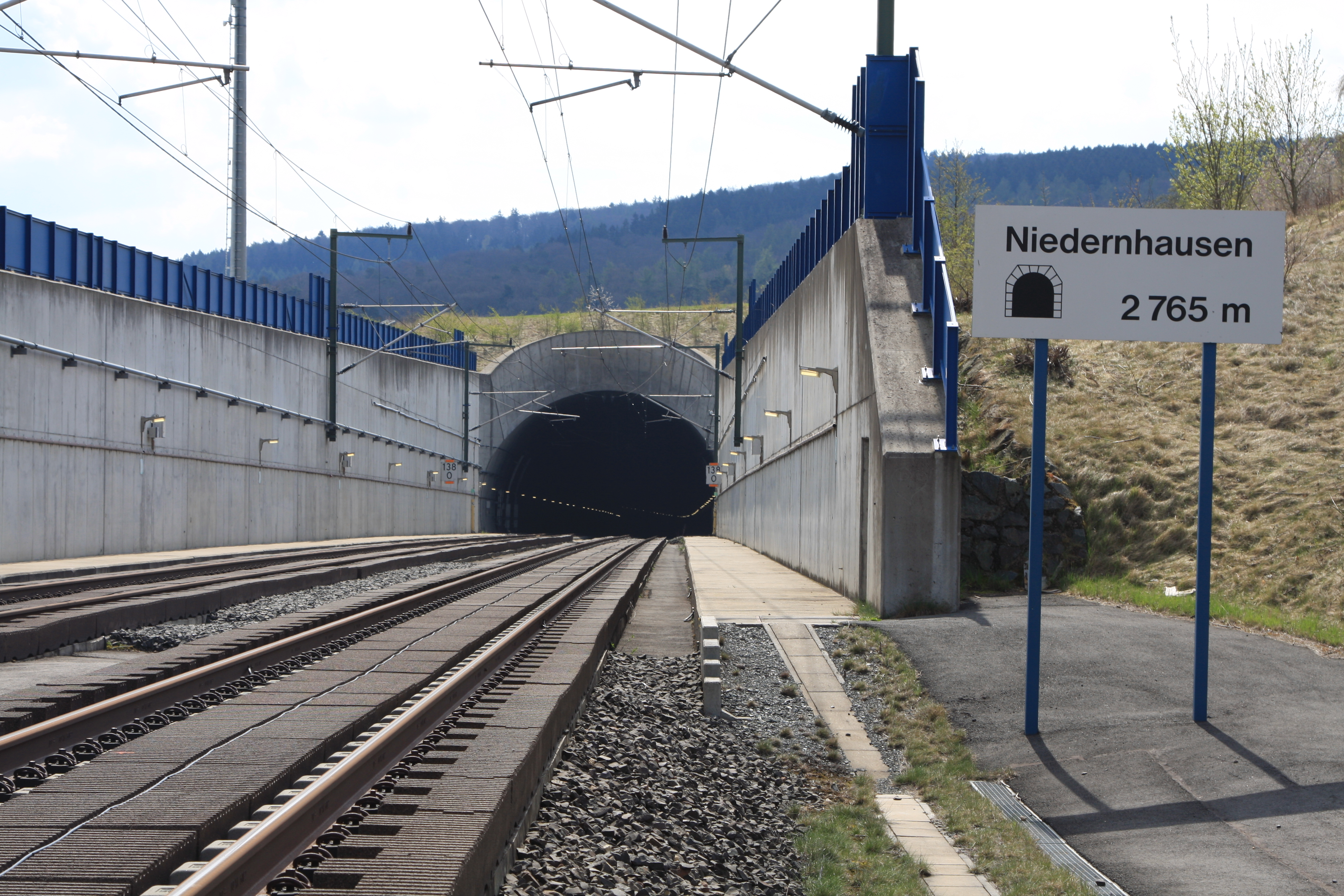
Nordportal

In das im Februar 1992 für den hessischen Abschnitt eröffnete Raumordnungsverfahren brachte die damalige Deutsche Bundesbahn als Variante Idstein Ost einen Trassenvorschlag ein, der einen 2.700 m langen Tunnel im Bereich von Niedernhausen vorsah. Das Alternativkonzept der Variante Idstein West sah dagegen einen 1.930 m langen Tunnel Niedernhausen vor, dessen Südportal, wie bei der realisierten Ostvariante, im Bereich von Königshofen westlich der Autobahn gelegen wäre.
Ende 1995 lag die geplante Länge des Bauwerks bei 2765 m.
In der Planungs- und Bauphase gehörte der Tunnel zum Baulos C des Bauabschnitts Mitte der Neubaustrecke. Der Tunnel liegt im Planfeststellungsabschnitt 32.4 der Neubaustrecke (Gemeinde Niedernhausen u. a.), für den am 9. Oktober 1996 der Planfeststellungsbeschluss erging.

### Bau
Anfang 1997 wurde eine Betonmischanlage für den Bau des Tunnels errichtet.
Der Tunnel wurde am 14. Mai 1998 als vorletzter Tunnel der Neubaustrecke in Hessen angeschlagen. Die geplante Länge lag bei 2.765 m. Die Tunnelpatenschaft hatte Anke Koch, die Ehefrau des damaligen CDU-Oppositionsführers im hessischen Landtag, Roland Koch, übernommen.
Von 2.765 m Länge wurden 2.101 m im bergmännischen Vortrieb erstellt. Teilweise kamen dabei ein Ulmenstollenvortrieb mit vorauseilenden Rohrschirmen zur Anwendung. Der Fahrtunnel wurde mit einem Ausbruchsquerschnitt von 140 bis 160 m² angelegt, ebenfalls erstellt wurde ein senkrechter Entrauchungsschacht von 5 m Durchmesser und 53 m Höhe, ein Notausstiegsschacht von 24,5 m Tiefe und 9,0 m Durchmesser sowie ein Schrägschacht von 24 m² Querschnitt und einer Länge von 126 m. Ursprünglich sollte der Tunnel vollständig in unterirdisch in Spritzbetonbauweise aufgefahren werden, wobei im nördlichen Abschnitt ein Ulmenstollenvortrieb vorgesehen war.
Die Röhre wurde am 20. August 1999 durchgeschlagen. Es war der sechste Tunnel der Strecke in Hessen, der mindestens im Rohbau fertiggestellt war.
Mehr als 1000 Menschen besuchten den Tag des offenen Tunnels im April 2001. Auf verschiedenen Routen wurden Besucher durch den Tunnel geführt. Am Südportal informierte eine Ausstellung über die Errichtung des Bauwerks. Zu diesem Zeitpunkt waren die Schienen für die zukünftigen Gleisanlagen gerade angeliefert worden.

### Betrieb
Am 1. April 2013 kam gegen 20:45 Uhr ICE 528, auf dem Weg von München nach Dortmund, aufgrund eines Schadens an Stromabnehmer und Fahrleitung auf Höhe des Nordportals zum Stehen. Nachdem eine Prüfung des Zugteams ergeben hatte, dass eine Weiterfahrt nicht möglich sei, wurden gegen 21 Uhr zwei Dieselloks und ein Fahrzeug zur Fahrleitungsreparatur angefordert, die gegen 22:40 Uhr eintrafen. Gegen Mitternacht traf ein Ersatzzug (Triebzüge 4610 und 353) ein, in den die rund 400 Fahrgäste über Stege umstiegen. Gegen 1:15 Uhr fuhr dieser Zug Richtung Köln ab. Der betroffene Zug wurde aus den ICE-3-Triebzügen 318 und 327 gebildet.
Im 2. Halbjahr 2014 sollten die Schienen im Tunnel gewechselt werden.
In der Nacht zum 27. Oktober 2019 fand im Tunnel eine Rettungsübung statt. Simuliert wurde ein ICE-Brand mit rund 500 Beteiligten.

## Technik
Bemerkenswert ist die Detektionsanlage für unrunde Räder (DAfuR), die dem Nordportal vorgelagert ist.